# Alfonso I de Asturias
Alfonso I de Asturias (Cantabria, 693-Cangas de Onís, 757), llamado «el Católico», hijo del duque Pedro de Cantabria, fue rey de Asturias entre los años 739 y 757. Sucedió a su cuñado Favila y fue sucedido por su hijo Fruela I de Asturias.

## Biografía

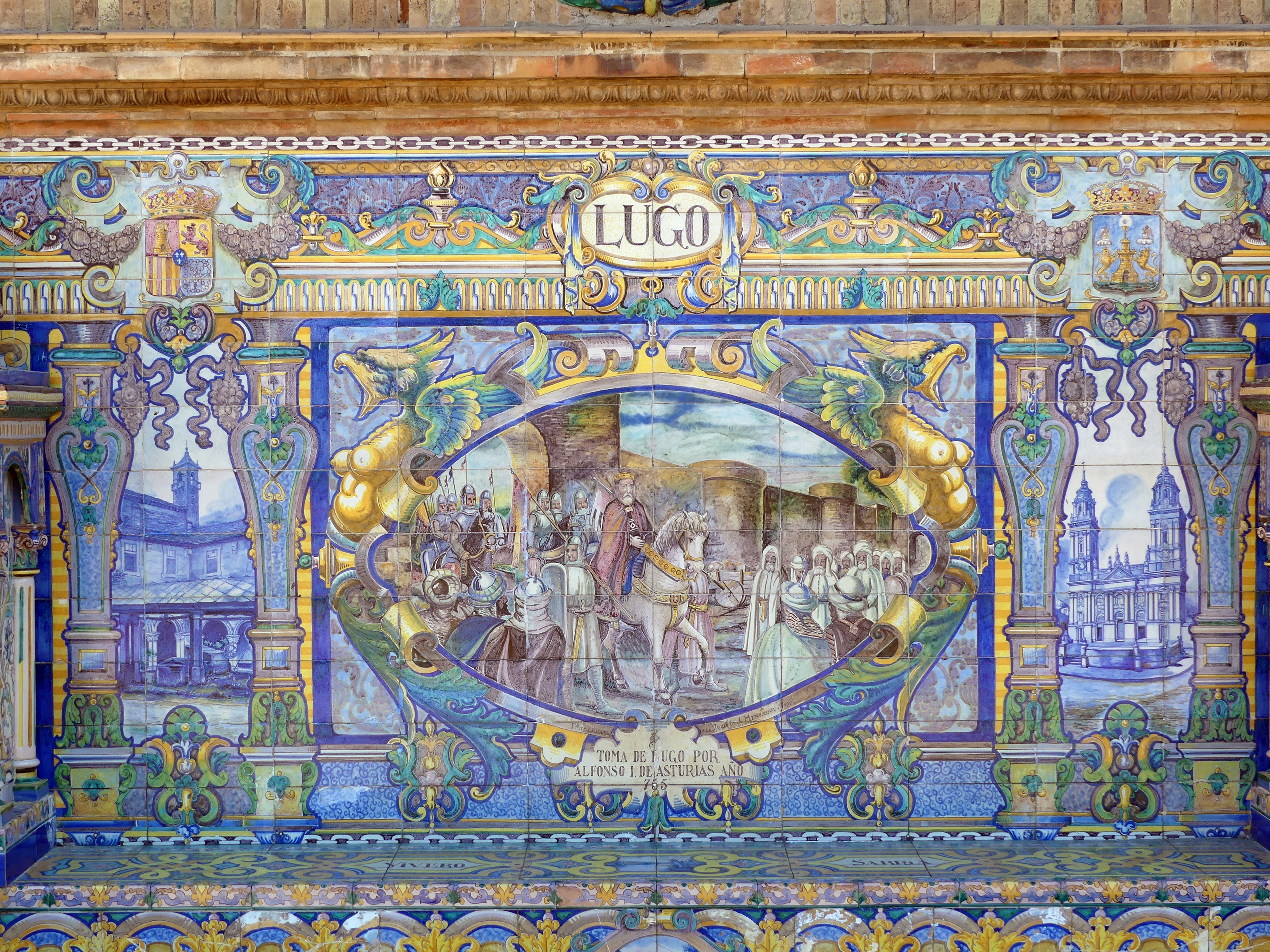
Toma de Lugo por Alfonso I en el banco dedicado a esa provincia de la Plaza de España de Sevilla.

Era yerno de don Pelayo, ya que estaba casado con su hija Ermesinda, e hijo de Pedro, duque de Cantabria, el cual a su vez, hasta el siglo XIX, basándose en los antiguos cronistas, se creyó que fue hijo del rey visigodo Ervigio. Sin embargo, no existe ninguna prueba documental. Según la versión rotense de la Crónica albeldense, Pedro era exregni prosapiem; o sea, de estirpe real visigoda y por consiguiente también lo sería su hijo Alfonso. Las Crónicas declaran que los reyes asturianos son descendientes de Leovigildo y Recaredo y tratan de crear una  continuidad institucional entre ambas realidades políticas. La moderna historiografía coincide en que la causa final de este fenómeno radica en lo que se denominada «neogoticismo» que respondía a una red de intereses políticos y al reforzamiento del prestigio personal de Alfonso III. Fruela de Cantabria, hermano de Alfonso I, fue padre de dos reyes: Aurelio y Bermudo I.
Proclamado rey de los astures entre julio y noviembre de 739, Alfonso I fue el primer rey que inició la labor de Reconquista de todo el norte de Hispania, desde Galicia hasta la Rioja. La sublevación de los bereberes en 741 provocó la huida hacia el sur de los árabes que se habían asentado en Galicia, en Astorga y, en general, al norte de la sierra de Guadarrama, hecho que fue aprovechado por el nuevo monarca para ampliar las fronteras de su reino, anexionando Galicia y el norte de Portugal y emprendiendo campañas devastadoras contra zonas ocupadas por los musulmanes. La Crónica de Alfonso III, Versión Rotense describe la ampliación de las fronteras del reino durante estas campañas lideradas por Alfonso I de la siguiente manera:

«La osadía de los enemigos fue siempre aplastada por él (Alfonso). Este, en compañía de su hermano Fruela, haciendo avanzar a menudo su ejército, tomó por la guerra muchas ciudades, a saber: Lugo, Tuy, Oporto, Anegia (no identificada), Braga la metropolitana, Viseo, Chaves, Ledesma, Salamanca, Numancia que ahora se llama Zamora, Ávila, Astorga, León, Simancas, Saldaña, Amaya, Revenga, Carborárica, Abeica, Cenicero, y Alesanco, y los  castillos con sus villas y aldeas, matando además a los árabes con la espada, y llevándose consigo a los cristianos a la patria.»

Este modo de actuar trajo consigo dos consecuencias de gran repercusión para el futuro, tanto desde el punto de vista demográfico como cultural, en todo el territorio:
- La creación del llamado «desierto del Duero»: El área comprendida entre el río Duero y la cordillera Cantábrica quedó prácticamente despoblada. Según Alexandre Herculano, para dificultar así los futuros avances de tropas musulmanas hacia el norte, aunque otros historiadores consideran que esta despoblación no fue realizada conscientemente. La repoblación de parte de estas tierras comenzará a producirse cien años más tarde, con gentes del propio reino y mozárabes venidos de reinos musulmanes.

- El incremento de población que experimentaron las tierras de la vertiente norte de la cordillera, Cantabria y Asturias, con la gente traída de la meseta Central, provocó la necesaria roturación de nuevas tierras y la fundación de nuevos pueblos y aldeas, configurando el tipo de poblamiento que ha llegado hasta nuestros días.

- La incorporación por Alfonso I de gentes de origen visigodo procedentes de los campos Góticos, actual Tierra de Campos, que conservaban cierta tradición guerrera, bastante perdida por la población hispanorromana —si se exceptúa a los pobladores de norte, menos asimilados en el mundo romano—, dio impulso a la reconquista y permitió reforzar la zona sur del reino, más expuesto a las incursiones enemigas.

## Muerte y sepultura
Alfonso falleció de muerte natural en 757 y recibió sepultura, según refieren el obispo Sebastián de Salamanca y la Primera Crónica General, en el monasterio de Santa María, cercano al municipio de Cangas de Onís. Dicho monasterio, según refirió el cronista cordobés Ambrosio de Morales, es el de Covadonga. En el mismo monasterio fue sepultada su esposa, la reina Ermesinda.
En el siglo XVI, el cronista Ambrosio de Morales describió del siguiente modo la tumba del rey Alfonso I el Católico, ubicada en la Santa Cueva de Covadonga:

«Su tumba es la que está al cabo de la iglesia frontero del altar mayor, en una pequeña cueva. En partes está labrada. Es un lucillo de piedra lisa, con cubierta de una pieza, de cuatro pies de ancho a la cabecera y dos a los pies, como ataúd, pero cubierta llana y no tumbada. Su largo, doce pies y tres en alto.»

En el sepulcro que se supone contiene los restos del rey Alfonso I y los de su esposa, la reina Ermesinda, y que se encuentra colocado en la Santa Cueva de Covadonga, en Asturias, fue grabado el siguiente epitafio:

AQVI YAZE EL CATOLICO Y SANTO REI DON ALONSO EL PRIMERO I SV MVJER DOÑA ERMENISINDA ERMANA DE DON FAVILA A QVIEN SVCEDIO. GANO ESTE REY MVCHAS VITORIAS À LOS MOROS. FALLECIO EN CANGAS AÑO DE 757.

## Matrimonio y descendencia
De su matrimonio con Ermesinda, hija de don Pelayo nacieron los siguientes hijos:
- Fruela (722-768) que sucedió a su padre como Fruela I de Asturias.
- Vimarano (m. 765), asesinado por su hermano Fruela.
- Adosinda, esposa del rey Silo de Asturias.

Fuera de matrimonio, tuvo un hijo con una esclava musulmana llamada Sisalda:
- Mauregato (m. 789), rey de Asturias.

| Predecesor: Favila de Asturias | Rey de Asturias 739-757   | Sucesor: Fruela I de Asturias |
| Predecesor: Pedro de Cantabria | Duque de Cantabria ¿?-739 | Sucesor: Fruela de Cantabria  |